# Micheil Saakaszwili

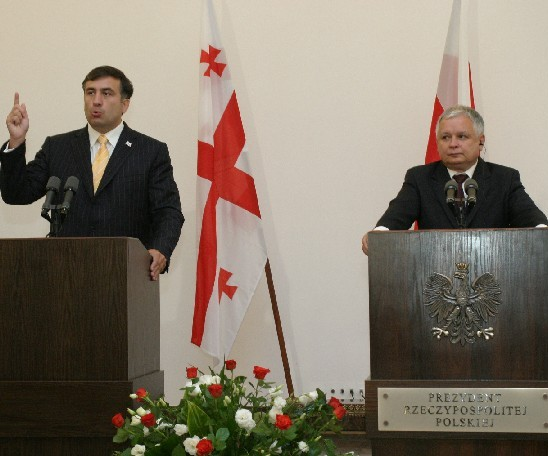
Micheil Saakaszwili i Lech Kaczyński, 23 sierpnia 2006

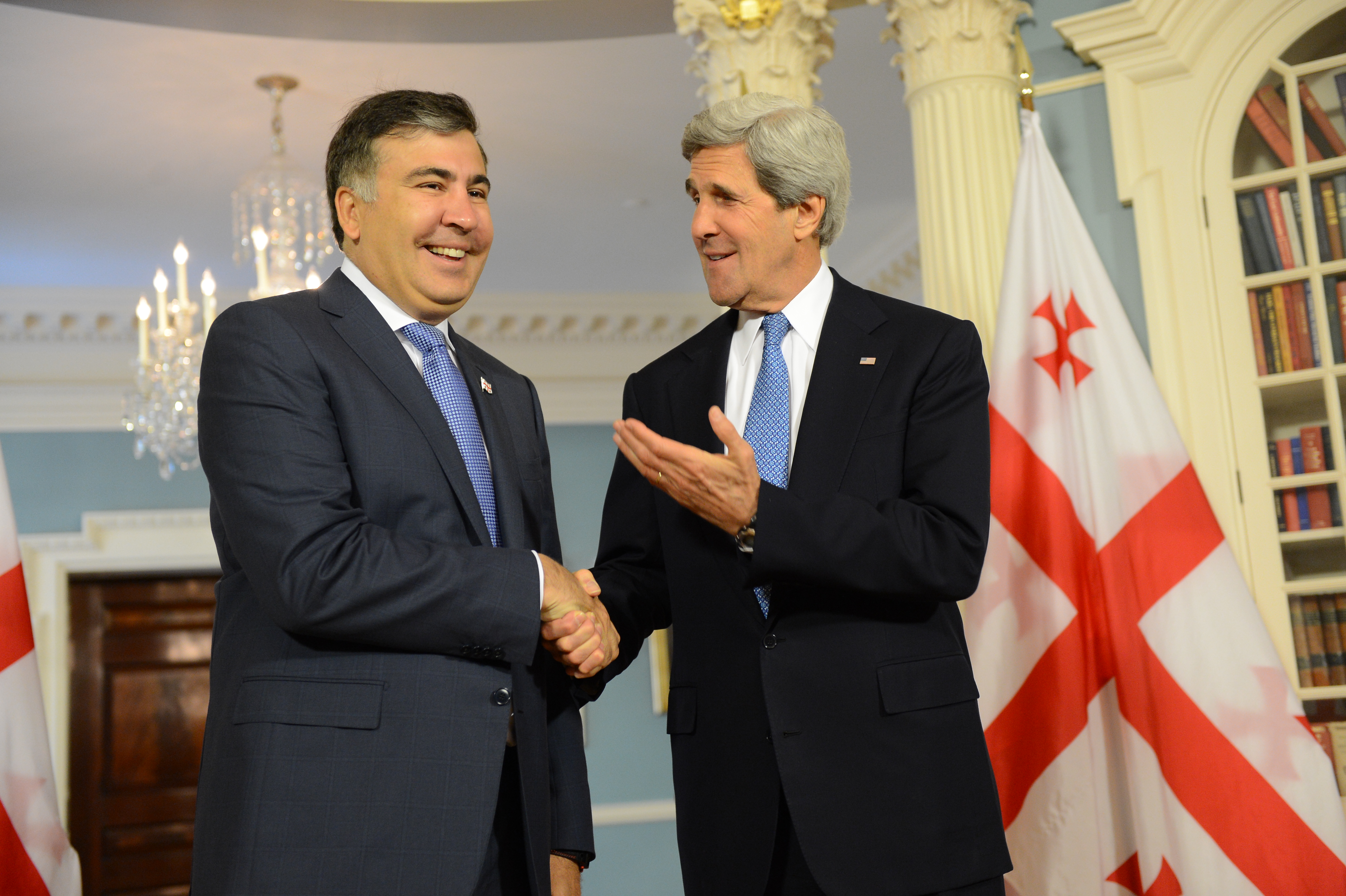
Saakaszwili podczas spotkania
z Johnem Kerrym, 1 maja 2013

Micheil Saakaszwili (gruz. მიხეილ სააკაშვილი, ukr. Міхеіл Саакашвілі; ur. 21 grudnia 1967 w Tbilisi) – gruzińsko-ukraiński polityk, adwokat, prezydent Gruzji od 25 stycznia 2004 do 25 listopada 2007 oraz ponownie od 20 stycznia 2008 do 17 listopada 2013. Od 15 sierpnia 2014 poszukiwany gruzińskim listem gończym. W latach 2015–2017 oraz ponownie od roku 2019 także obywatel ukraiński.

## Życiorys
Jego wujem był radziecki dyplomata Temur Alasania, który wpłynął także na decyzję Saakaszwilego dotyczącą wyboru kariery zawodowej. Saakaszwili jest absolwentem wydziału stosunków międzynarodowych Uniwersytetu Kijowskiego (1992), następnie ukończył prawo na Uniwersytecie Columbia. Ukończył też studia na Uniwersytecie Jerzego Waszyngtona. Odbył krótką praktykę w firmie adwokackiej Patterson Belknap Webb & Tyler.
W 1995 r. powrócił do Gruzji i przy poparciu Zuraba Żwanii, wstąpił do popierającego Edwarda Szewardnadze Związku Obywatelskiego. Rok później został posłem. W 1998 r. został przewodniczącym klubu poselskiego Związku Obywatelskiego. W 2000 r., z nadania prezydenta Szewardnadzego, został ministrem sprawiedliwości. Z funkcji tej zrezygnował w 2001 r., kiedy zarzucił najwyższym politykom korupcję. Wówczas wystąpił również ze Związku Obywatelskiego. Przeszedł do opozycji i założył własną partię Zjednoczony Ruch Narodowy, która wygrała wybory samorządowe w Tbilisi w 2002 r. Pełnił funkcję przewodniczącego rady miasta.

### Prezydentura
W listopadzie 2003, wraz z Zurabem Żwanią i Nino Burdżanadze, przewodził tzw. rewolucji róż, która doprowadziła 23 listopada 2003 r. do bezkrwawego obalenia prezydenta Eduarda Szewardnadzego. W kolejnych wyborach prezydenckich w styczniu 2004 zwyciężył Saakaszwili, uzyskując ponad 96% głosów, a wkrótce potem jego partia uzyskała 135 ze 150 miejsc w parlamencie.
W momencie objęcia przez Saakaszwilego władzy, Gruzja borykała się problemami ekonomicznymi, wszechobecną korupcją policji i urzędników państwowych, wysokim współczynnikiem przestępczości, poważnymi problemami w infrastrukturze państwa. Micheil Saakaszwili rozpoczął reformy mające na celu poprawę sytuacji w kraju. Zainicjowano systematyczne zwolnienia polityków, urzędników i funkcjonariuszy policji podejrzanych o korupcję. Znacząco podniesiono pensję pracowników państwowych w celu zapobiegnięcia ewentualnych prób ich przekupienia. Wielu oligarchów dominujących do tej pory różne sektory ekonomiczne w państwie zostało zaaresztowanych, większość z nich zgodziła się na zapłatę ogromnych kar grzywny w celu wyjścia na wolność. Saakaszwili ograniczył kontrolę państwa nad handlem i gospodarką, umożliwiając przedsiębiorcom łatwiejsze prowadzenie biznesu. Zmian dokonano w systemie podatkowym, uruchomiano kampanię prywatyzacyjną i rozpoczęto skuteczną walkę z uchylaniem się od płacenia podatków. Dzięki wprowadzonym modyfikacjom w systemie gospodarczym państwa budżet Gruzji w ciągu 3 lat dokonał wzrostu o 300%. Rząd podjął się również szerokiej modernizacji infrastruktury i usług publicznych. Dokonano renowacji szkół i szpitali, dano początek wielu inwestycjom w budowę dróg i mieszkań.
W ciągu prezydentury przeciwnicy zarzucali mu dążenie do wprowadzenia rządów autorytarnych i przypisywali odpowiedzialność za wszechobecną korupcję i spadek poziomu życia Gruzinów. Saakaszwili, według opozycji, nadał liczne przywileje funkcjonariuszom wojska i policji, ograniczał wolność mediów, z walki z korupcją uczynił narzędzie prześladowania opozycji, a w więzieniach przyzwalał na tortury.

### Demonstracje i przedterminowe wybory
2 listopada 2007 w centrum Tbilisi rozpoczęły się masowe demonstracje opozycji. Liczbę demonstrujących oszacowano na 50 tysięcy. 7 listopada Saakaszwili wydał polecenie rozpędzenia demonstrujących. Zastosowano broń gładkolufową, armatki wodne i gaz łzawiący, w rezultacie czego ponad 500 osób przewieziono do szpitali. Tego samego dnia wprowadził stan wyjątkowy, a siły specjalne Gruzji zajęły biuro stacji telewizyjnej Imedi, należącej do opozycjonisty Badriego Patarkaciszwilego. Imedi zmuszono do zaprzestania emisji programu. O wywołanie protestów oskarżył odsunięte przez niego od władzy poprzednie elity.
Po rozpędzeniu demonstracji Saakaszwili ustąpił z urzędu prezydenckiego i ogłosił zgodnie z żądaniami opozycji przedterminowe wybory prezydenckie. W I turze wyborów prezydenckich, która odbyła się 5 stycznia 2008 Saakaszwili zdobył 52,8% głosów spośród 59% głosujących, czym zapewnił sobie reelekcję. Drugi wynik (27%) uzyskał kandydat opozycji Lewan Gaczecziladze. 20 stycznia 2008 formalnie objął po raz drugi urząd prezydenta. Postrzegany był jako polityk silnie prozachodni i deklarował, że jego celem jest członkostwo Gruzji w NATO.

### Wojna rosyjsko-gruzińska
Saakaszwili był politykiem prozachodnim i stawiał na współpracę z Zachodem. To doprowadziło do powolnego wypierania wpływów rosyjskich z tego państwa, co z kolei z punktu widzenia rewizjonistycznej polityki Rosji było niedopuszczalne. Jednocześnie na terenie Gruzji nierozwiązane od lat 90. kwestie separatyzmu Abchazji oraz Osetii Południowej spowodowały że państwo rządzone przez Saakaszwilego stało się areną do rozgrywek interesów politycznych mocarstw zachodnich oraz Rosji. Dla Rosji istnienie tych państw nieuznawanych było gwarancją posiadania ciągłego wpływu na region bez potrzeby interwencji militarnej w regionie. Jednak po ogłoszeniu niepodległości przez Kosowo w lutym 2008 roku konflikty między Gruzinami, a separatystami zaczęły przybierać na sile. Finalnie w sierpniu 2008 roku, po niecałym miesiącu przygotowań, doprowadziło to do wybuchu wojny między Gruzją, a wspieranymi przez Rosję Abchazją i Osetią Południową. Finalnie przez wsparcie państw zachodnich (m.in. słynny lot 5 prezydentów) oraz przywiezienie przez ówczesnego prezydenta Francji warunków planu pokojowego, wynegocjowanego przez niego ze stroną rosyjską, doszło do zakończenia konfliktu zbrojnego na korzyść Federacji Rosyjskiej. Odbiło się to w znacznym stopniu na popularności prezydenta Saakaszwilego, gdyż Rosja nie wywiązywała się z porozumień zawartych w planie pokojowym.

### Przegrana w wyborach parlamentarnych i zarzuty
W wyborach parlamentarnych, które odbyły się 1 października 2012 roku zwyciężył opozycyjny blok Gruzińskie Marzenie. Saakaszwili przyznał, że jego partia Zjednoczony Ruch Narodowy przegrała i oświadczył, że przechodzi ona do opozycji.
2 października lider Demokratycznej Gruzji Bidzina Iwaniszwili oświadczył, iż uznaje za niezbędne wznowienie śledztwa w sprawie śmierci premiera Gruzji Zuraba Żwanii (według jednej z wersji śledztwa miał się do niej przyczynić Saakaszwili).
Wkrótce po wyborach pojawiły się doniesienia o tym, że w obawie przed konsekwencjami karnymi Gruzję opuszczają współpracownicy Saakaszwilego i inni urzędnicy państwowi, między innymi minister sprawiedliwości Zurab Adeiszwili, zastępca ministra obrony Data Ahalaja, były minister obrony Dawid Kezeraszwili i były szef Ministerstwa Spraw Wewnętrznych Baczana Achalaia. Polityk opozycji Iraklij Ałasania powiedział, że spod ziemi wyciągnie urzędników, którzy popełnili przestępstwa, jeśli teraz spróbują uciec i że nie unikną sądu.

### Emigracja
Nie doczekawszy zakończenia kadencji prezydenckiej w październiku 2013 roku, Saakaszwili wyjechał do Brukseli. W grudniu wykładał w amerykańskiej Szkole Prawa i Dyplomacji przy Tufts University, tematem była europejska państwowość.
W marcu 2014 został wezwany do Głównej Prokuratury Gruzji w celu złożenia zeznań w sprawie ułaskawienia przez niego w roku 2008 czterech wysokich urzędników departamentu konstytucyjnego bezpieczeństwa MSW Gruzji, osądzonych w procesie w związku z zabójstwem w styczniu 2006 urzędnika bankowego Sandro Girgwlianiego, a także w sprawie bezprawnych działań wobec znajomego Saakaszwilego, Lewana Buchaidzego. Miał być również świadkiem w 9 innych sprawach sądowych.
28 lipca 2014 Saakaszwili został obwiniony o przekroczenie uprawnień podczas rozgromienia akcji opozycjonistów w listopadzie 2007 roku, o likwidację telewizyjnej spółki „Imedi” oraz zajęcia mienia jej założyciela Badriego Patarkaciszwilego. Saakaszwili, znajdujący się w momencie postawienia oskarżenia w Stanach Zjednoczonych, oświadczył, że „nie stawi się na przesłuchanie w Prokuraturze Głównej i nie ma zamiaru współpracować z organami śledczymi”. 1 sierpnia 2014 roku sąd w Tbilisi spełnił żądanie Prokuratury Głównej, wydając zaocznie nakaz aresztowania Saakaszwilego. 13 sierpnia 2014 roku został oskarżony o przywłaszczenie środków budżetowych. Dwa dni później prokuratura wydała za nim list gończy.

### Saakaszwili na Ukrainie
Z Petrem Poroszenką poznał się podczas studiów na Uniwersytecie im. Tarasa Szewczenki w Kijowie.
Po zakończeniu kadencji zaangażował się w obywatelskie protesty przeciw rządom Wiktora Janukowycza, przemawiał na Euromajdanie. 17 lutego 2015 władze Ukrainy odmówiły prokuraturze Gruzji ekstradycji Saakaszwilego i byłego ministra sprawiedliwości Gruzji, Zuraba Adeiszwilego. 13 lutego 2015 Saakaszwili został mianowany przewodniczącym Międzynarodowej Doradczej Rady Reform – ciała konsultacyjnego przy ukraińskim prezydencie. 29 maja 2015 otrzymał ukraińskie obywatelstwo. Następnego dnia został mianowany przewodniczącym Odeskiej Obwodowej Administracji Państwowej, z której to posady złożył dymisję 7 listopada 2016.

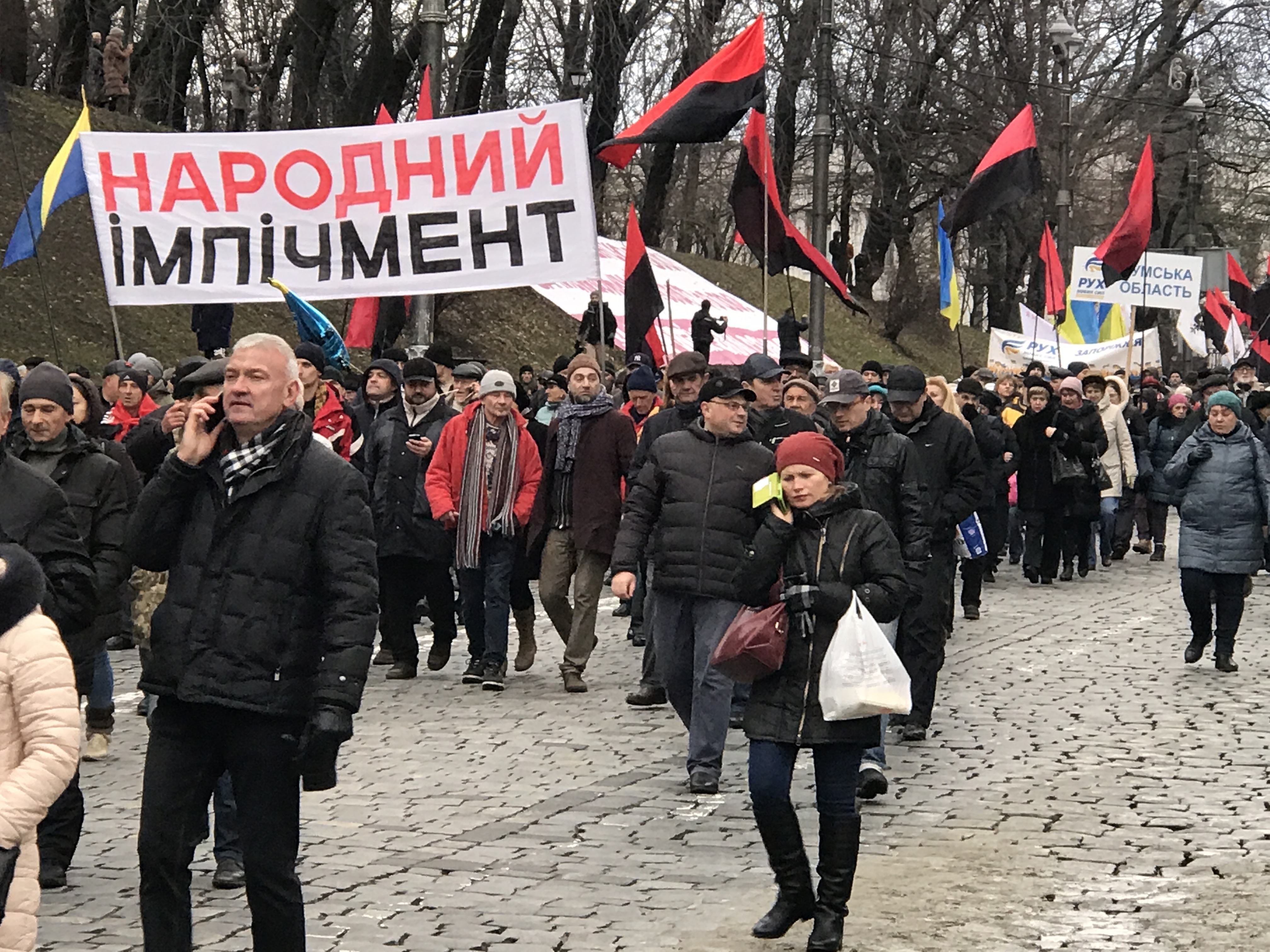
Saakaszwili i jego partia Ruch Nowych Sił zorganizowali w Kijowie marsz na rzecz impeachmentu Poroszenki, 3 grudnia 2017

Saakaszwili oskarżył prezydenta Ukrainy o popieranie skorumpowanych polityków i brak należytej walki z korupcją. Po ustąpieniu z funkcji gubernatora Saakaszwili utworzył własną partię polityczną Ruch Nowych Sił i nawoływał do wcześniejszych wyborów parlamentarnych.
Liderka i była rzeczniczka partii Demokratyczny Ruch-Zjednoczona Gruzja, jedna z przywódców rewolucji róż, Nino Burdżanadze oświadczyła Osobiście ja i wielu Gruzinów odebraliśmy te działania (prezydenta Ukrainy Petra Poroszenki) po prostu jak policzek wymierzony i władzom Gruzji, i narodowi gruzińskiemu, gdyż tego nie można nazwać przyjaźnią, gdy w Gruzji jest poszukiwany, oskarżany, a tu mianują go wysokim urzędnikiem i jeszcze podają jako wzór, czy też ojca demokracji.
26 lipca 2017 prezydent Ukrainy Petro Poroszenko pozbawił go ukraińskiego obywatelstwa po otrzymaniu od gruzińskich władz dokumentów dotyczących Saakaszwilego. 10 września 2017 Saakaszwili nielegalnie przekroczył granicę polsko-ukraińską w grupie swoich zwolenników, po czym udał się do Lwowa, gdzie w towarzystwie mera miasta zapowiedział objazd regionów kraju i spotkania ze zwolennikami. Mimo ucieczki na dach kamienicy został 5 grudnia zatrzymany w swoim mieszkaniu w Kijowie pod zarzutem współpracy z Rosją i przyjęcia od Rosjan pieniędzy z zamiarem obalenia władz państwowych. Podczas zatrzymania wygłaszał oskarżenia pod adresem prezydenta Poroszenki i wzywał do demonstracji ulicznych oraz protestów. Jeszcze tego samego dnia został uwolniony przez swoich zwolenników i razem ze zwolennikami przeszedł pod ukraiński parlament, gdzie wezwał Ukraińców do antyrządowych protestów. Następnego dnia rano policja dokonała szturmu na miasteczko namiotowe jego zwolenników, by aresztować Saakaszwilego, lecz nie było go wśród protestujących. 12 lutego 2018 Saakaszwili został zatrzymany w Kijowie, po czym, jak poinformowała ukraińska straż graniczna, w ramach readmisji został odesłany do Polski jako kraju, z którego przybył na Ukrainę. Jak poinformowała Straż Graniczna, Saakaszwili został przyjęty na terytorium Polski na podstawie wniosku o readmisję, złożonego przez Państwową Służbę Migracyjną Ukrainy do Komendanta Głównego Straży Granicznej. Wniosek rozpatrzono pozytywnie, biorąc pod uwagę, że Micheil Saakaszwili jest małżonkiem obywatelki jednego z państw Unii Europejskiej (Holenderki Sandry Roelofs). Po readmisji żył z rodziną w Holandii. W maju 2019 prezydent Ukrainy Wołodymyr Zełenski przywrócił mu obywatelstwo Ukrainy. Został przez Prezydenta Ukrainy ponownie mianowany przewodniczącym Międzynarodowej Doradczej Rady Reform – ciała konsultacyjnego przy ukraińskim prezydencie.

### Powrót do Gruzji
1 października 2021 Micheil Saakaszwili poinformował w poście na Facebooku, że wrócił do Gruzji. Umieścił również film, w którym oznajmił, że znajduje się w Batumi oraz wezwał swoich obserwatorów do pójścia na wybory mające się odbyć kolejnego dnia w mieście. W tym samym czasie Ministerstwo Spraw Wewnętrznych Gruzji oświadczyło, że polityk nie przekraczał granicy państwa, jednocześnie dodając, że obecny rząd oczekuje na jego przybycie w celu osadzenia Saakaszwiliego w więzieniu. Przedstawiciele partii Zjednoczony Ruch Narodowy, utworzonej przez Michaila Saakaszwiliego, potwierdzili obecność polityka w państwie.
Po początkowym zaprzeczaniu przez władze gruzińskie informacji o tym, jakoby Saakaszwili legalnie przekroczył granicę Gruzji, wieczorem tego samego dnia premier Gruzji Irakli Garibaszwili na specjalnej konferencji prasowej poinformował o jego zatrzymaniu przez policję i umieszczeniu go w zakładzie karnym w Rustawi.
Wieczorem w dniu zatrzymania Saakaszwili rozpoczął strajk głodowy. Poinformowała o tym gruzińska ombudsman Nino Lomdżarja, która odwiedziła aresztowanego w jego celi. Poinformowała ona również o tym, że Micheil Saakaszwili, jako obywatel Ukrainy, żąda spotkania z ukraińskim konsulem. Sam Saakaszwili napisał pismo skierowane do swoich zwolenników, w którym oświadczył, że spodziewał się zatrzymania po powrocie do Gruzji.
3 października 2021 prezydent Ukrainy Wołodymyr Zełenski zadeklarował, że będzie domagać się powrotu zatrzymanego w Gruzji polityka do Ukrainy. Dodał, że o decyzji Saakaszwiliego dowiedział się z mediów. 5 października Saakaszwili opublikował wiadomość skierowaną do prezydenta Ukrainy, w której podziękował za działania na rzecz jego zwolnienia z aresztu.
14 października w centrum Tbilisi odbył się kilkutysięczny wiec domagający się uwolnienia byłego prezydenta Gruzji. Spotkanie zostało zorganizowane przez opozycyjną partię Zjednoczony Ruch Narodowy.
20 października 2021 gruzińska prokuratura stwierdziła, że Saakaszwili nielegalnie przekroczył granicę państwa dnia 29 września 2021 roku, ukrywając się w ciężarówce, która przypłynęła na pokładzie statku „Wilno” z ukraińskiego portu w Czarnomorsku do gruzińskiego portu w Poti. Polityk miał znajdować się w ciężarowce z produktami mlecznymi, która po przybyciu do gruzińskiego portu opuściła statek.
Gruzińskie służby penitencjarne dnia 8 listopada 2021 poinformowały o przetransportowaniu Saakaszwiliego z więzienia w Rustawi do szpitala znajdującego się na przedmieściach Tbilisi. 18 listopada Saakaszwili, według jednego z adwokatów polityka, upadł i stracił przytomność podczas spotkania ze swoimi obrońcami. Później jeden z lekarzy obecnych przy badaniu Saakaszwiliego oświadczył, że były prezydent znajduje się w więziennym szpitalu, a jego stan zdrowa udało się ustabilizować. 11 listopada kanał telewizyjny Rustawi 2 poinformował o zakończeniu strajku głodowego przez Saakaszwiliego, podając jako źródło informacji jego adwokata.
10 listopada sąd w Tbilisi rozpoczął rozpatrywanie sprawy Micheila Szaakaszwiliego, w ramach której oskarżono go o brutalne rozpędzenie protestującej opozycji w listopadzie 2007 roku podczas sprawowania urzędu prezydenta. Przeciwko demonstrantom użyte zostały wtedy środki przymusu bezpośredniego, od których ucierpiało kilkaset osób. Obwiniony nie uczestniczył na posiedzeniu sądu, ponieważ służby więzienne deklarowały niemożliwość dopuszczenia jego do procesu w obecnym stanie zdrowia. Adwokat oskarżonego odmówił udziału w posiedzeniu, dopóki nie będzie on obecny fizycznie na posiedzeniu. 29 listopada odbyło się kolejna rozprawa sądu, podczas której Micheil Saakaszwili znajdował się już na sali rozpraw. Był to pierwszy raz kiedy Saakaszwili pojawił się publicznie od momentu swojego zatrzymania dnia 1 października 2021. Przy budynku sądu, w którym odbywało się posiedzenie, zebrało się kilkaset zwolenników polityka. W celu ich rozpędzenia policja użyła gazu łzawiącego.
Micheil Saakaszwili podczas posiedzenia sądu 21 lutego 2022 oświadczył o ponownym rozpoczęciu strajku głodowego w ramach protestu przeciwko okazywanej mu pomocy medycznej, którą polityk uznał za niewystarczającą.

## Odznaczenia i wyróżnienia
3 marca 2005 otrzymał Łańcuch Orderu Zasługi Zakonu Kawalerów Maltańskich.
Otrzymał tytuł „Człowieka Roku” 2005 Forum Ekonomicznego.
Dekretem z 2 maja 2007 został odznaczony estońskim Łańcuchem Orderu Krzyża Ziemi Maryjnej.
3 marca 2008 Prezydent Rzeczypospolitej Polskiej Lech Kaczyński odznaczył go Krzyżem Wielkim Orderu Zasługi RP za „wybitne zasługi w rozwijaniu współpracy między Rzeczpospolitą Polską a Gruzją”.
21 kwietnia 2010 otrzymał doktorat honoris causa Uniwersytetu Columbia.

## Życie prywatne
Micheil Saakaszwili poślubił urodzoną w Holandii Sandrę Roelofs, którą poznał w 1993. Para ma dwóch synów: Eduarda (ur. 21 lipca 1995) i Nikoloza (ur. 19 grudnia 2005).
Jesienią 2021 roku ujawnił, że pozostaje w związku z Jełyzawetą Jaśko. 1 czerwca 2023 wspólnie ogłosili, że urodziło im się dziecko – pierwsze Jaśko, czwarte Saakaszwiliego.